# Tuần lễ Thời trang Thượng Hải
Tuần lễ Thời trang Thượng Hải là một sự kiện thời trang được tổ chức hai lần mỗi năm tại Thượng Hải, mỗi lần kéo dài trong bảy ngày, là một phần của Lễ hội văn hóa thời trang quốc tế Thượng Hải thường kéo dài trong một tháng. Sự kiện này bắt đầu lần đầu tiên vào năm 2001.
Được Bộ Thương mại hỗ trợ, Tuần lễ thời trang Thượng Hải là một sự kiện văn hóa và kinh doanh do Chính quyền thành phố Thượng Hải tổ chức. Với ngày càng nhiều nhà thiết kế và người mẫu trẻ, Tuần lễ thời trang Thượng Hải đang hướng tới xây dựng một nền tảng quốc tế và chuyên nghiệp và thu hút những tài năng thiết kế hàng đầu từ khắp nơi trên thế giới.